# Phaeosphecia vespa
Phaeosphecia vespa är en fjärilsart som beskrevs av Herrich-Schäffer 1856. Phaeosphecia vespa ingår i släktet Phaeosphecia och familjen björnspinnare. Inga underarter finns listade i Catalogue of Life.